# Suzanne Plesman
Suzanne Barbara Plesman (Den Haag, 23 oktober 1971) is een voormalige Nederlandse hockeyinternational, die 39 interlands speelde voor de Nederlandse vrouwenploeg. 
Plesman, een middenvelder of verdediger die onder meer speelde voor HGC, nam deel aan één Olympische Spelen: 'Atlanta 1996'. Daar eindigde de ploeg onder leiding van bondscoach Tom van 't Hek op de derde plaats (bronzen medaille) door in de troostfinale op strafballen te winnen van Groot-Brittannië. Met het Nederlands team werd ze in 1995 Europees kampioen.
Dillianne van den Boogaard · 
Mijntje Donners · 
Willemijn Duyster · 
Stella de Heij · 
Noor Holsboer · 
Fleur van de Kieft · 
Nicky Koolen · 
Ellen Kuipers · 
Jeannette Lewin · 
Suzanne Plesman · 
Wietske de Ruiter · 
Florentine Steenberghe · 
Margje Teeuwen · 
Carole Thate · 
Jacqueline Toxopeus · 
Suzan van der Wielen ·
Coach: Tom van 't Hek